# Korczowiska
Korczowiska – wieś w Polsce położona w województwie podkarpackim, w powiecie kolbuszowskim, w gminie Raniżów.
| SIMC    | Nazwa     | Rodzaj    |
| ------- | --------- | --------- |
| 0659348 | Biedaczów | część wsi |

W latach 1975–1998 miejscowość administracyjnie należała do województwa rzeszowskiego.